# Jacob Paul von Gundling

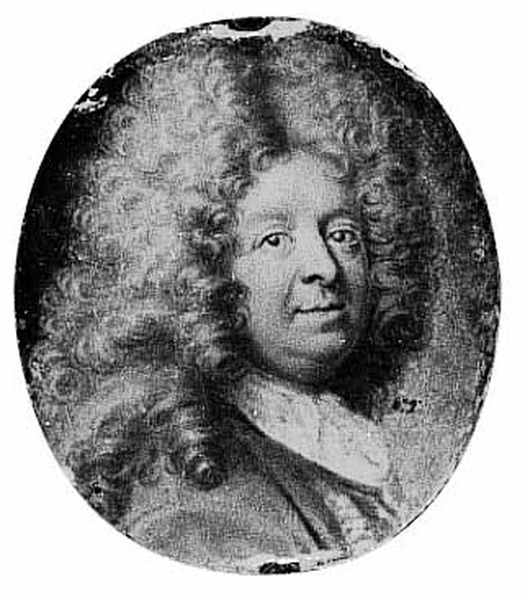
Jacob Paul von Gundling

Jacob Paul Gundling, ab 1724 Freiherr von Gundling (häufig auch Jakob Paul; * 19. August 1673 in Hersbruck; † 11. April 1731 in Potsdam), war ein deutscher Historiker, über viele Jahre hinweg gleichzeitig Hofgelehrter und unfreiwilliger Hofnarr in der engeren Umgebung des preußischen „Soldatenkönigs“ Friedrich Wilhelm I. sowie Präsident der Preußischen Akademie der Wissenschaften.

## Leben

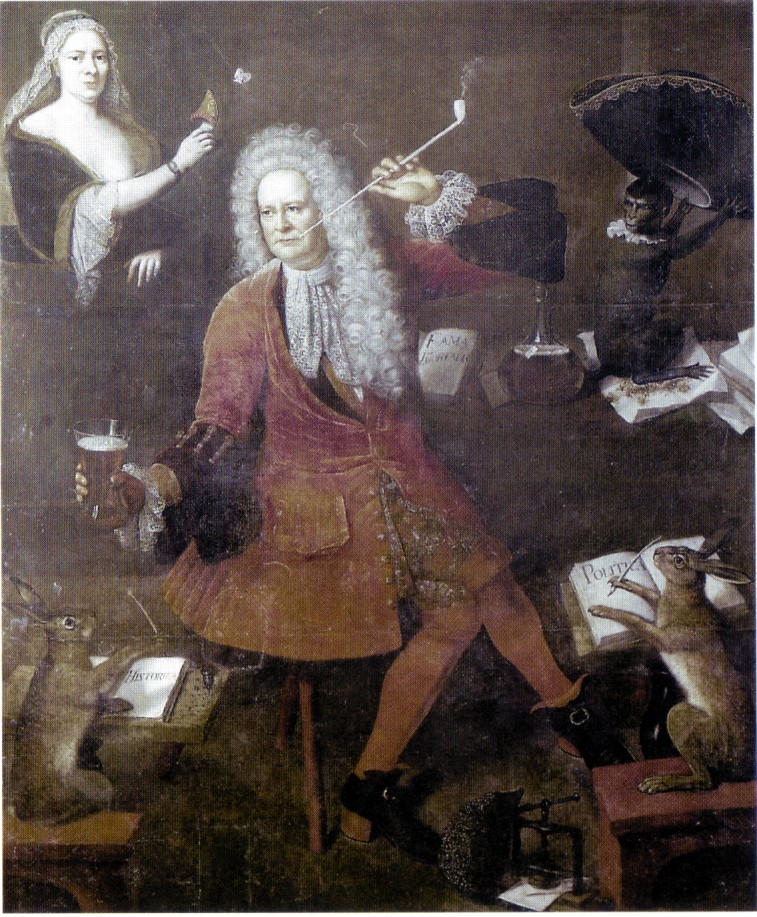
Satirisches Porträt von Gundling und Anne de Larray. Etwa 1725

Er entstammte der protestantischen fränkischen Familie Gundling. Sein bereits 1689 verstorbener Vater Wolfgang Gundling war Pfarrer in Kirchensittenbach bei Nürnberg (St. Sebald), sein Großvater der Dichter Johannes Vogel. Die Familie floh kurz vor seiner Geburt vor marodierenden kaiserlichen Soldaten zeitweilig nach Hersbruck.
Gundling besuchte von 1690 bis 1693 die Landesschule Pforta bei Naumburg. Er studierte Rechtswissenschaften und Geschichte an den Universitäten Altdorf, Helmstedt und Jena sowie in Halle und begleitete 1699 den Nürnberger Patrizier Jacobus von Tetzell auf Reisen nach Holland und England. 1705 berief ihn König Friedrich I. in Preußen zum Professor für Geschichte und Recht an die Ritterakademie Berlin und 1706 zum Historiker an das Oberheroldsamt.
Nach dem Tod des Königs und der Aufhebung der Ritterakademie ernannte ihn dessen Sohn, der Soldatenkönig Friedrich Wilhelm I. 1713 zum Hofrat und zu seinem Zeitungsreferenten und Historiographen; doch glich die Rolle, die er am preußischen Hof spielte, mehr der eines Hofnarren, da er sich im Tabakskollegium aufgrund seiner Eitelkeit in der Trunkenheit zu vielen rohen Scherzen missbrauchen ließ. Das Tabakskollegium war unter König Friedrich I. eine zwanglose Runde mit Damen gewesen, auf heitere Geselligkeit und Wohltätigkeit ausgerichtet. Sein Sohn Friedrich Wilhelm I. behielt die Institution bei, änderte aber grundlegend ihren Charakter. Nun waren dies reine Männergesellschaften, vorwiegend Militärs, die in spartanisch eingerichteten Räumen rauchten, reichlich Bier tranken und diskutierten. Zu den Teilnehmern gehörten einige so genannte „Lustige Räte“, materiell vom Hof abhängige Gelehrte. Sie wurden als Fachleute angehört, aber auch zu übermäßigem Alkoholkonsum und zu Streitgesprächen animiert, die zum Vergnügen der übrigen Anwesenden nicht selten in schweren Handgreiflichkeiten endeten. Besonders Gundling war immer wieder das Ziel ausgesuchter Demütigungen. Er musste einen großen hölzernen Kammerherren-Schlüssel um den Hals tragen; er wurde in einen präparierten Tragesessel gesetzt, aus dem unterwegs der Sitz herausbrach; ein Affe, bekleidet wie Gundling selbst, wurde ihm als sein leiblicher Sohn vorgestellt, den er in die Arme zu schließen und zu küssen hatte; auf dem Heimweg ließ man den Betrunkenen in den zugefrorenen Schlossgraben fallen, wo er einbrach, in Todesangst zappelte und von oben verlacht wurde; einmal schaffte man ihn heim in sein Bett, in das der König zwei junge Bären hatte legen lassen, die ihn schrecklich zurichteten. 1716 suchte sich Gundling seinem Elend durch die Flucht zu seinem Bruder Nikolaus Hieronymus Gundling, Professor und Gelehrter in Halle, zu entziehen, wurde aber wieder zurückgebracht. Das unerlaubte Entfernen vom Hof galt als Fahnenflucht.

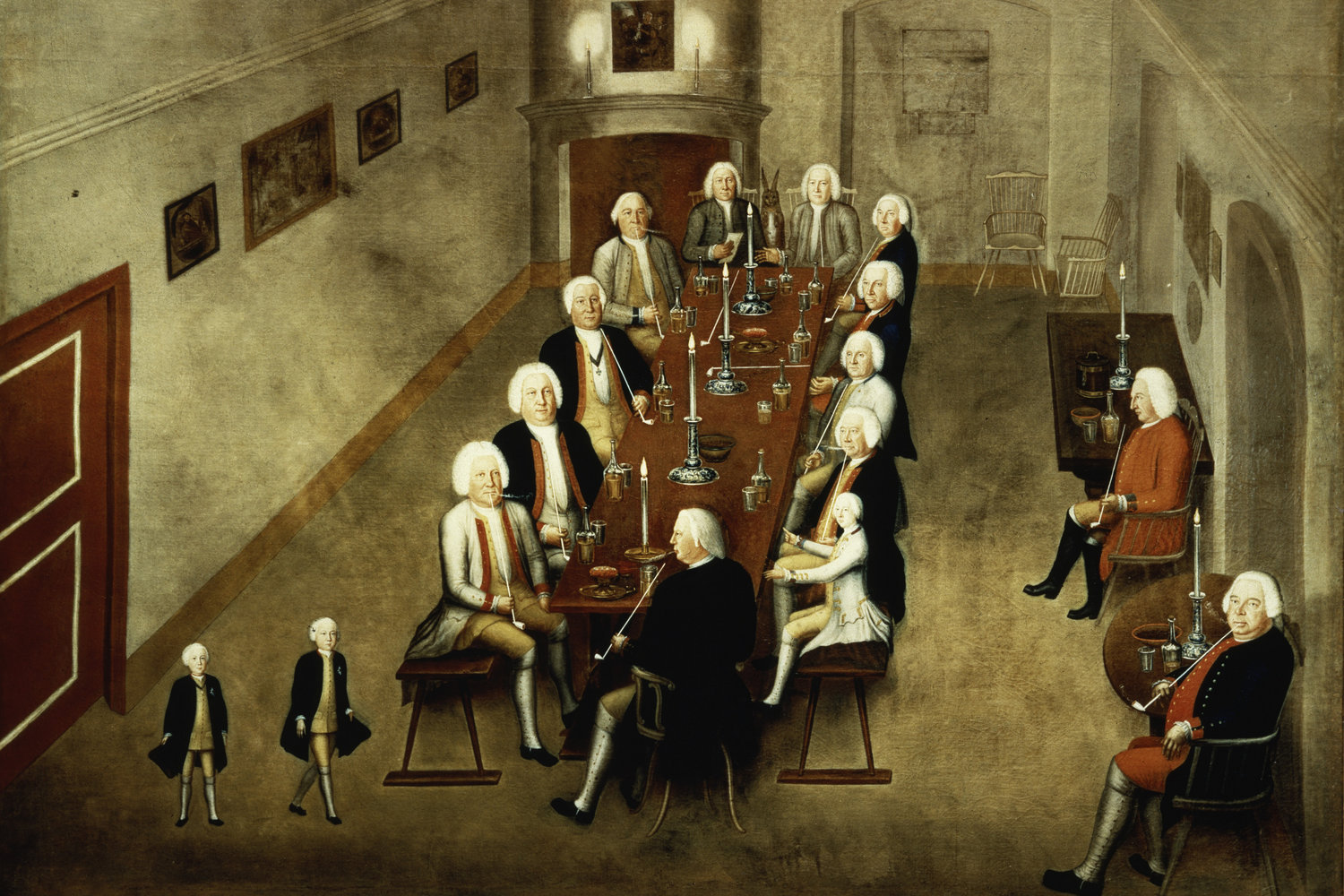
Gundling als Hase am Kopfende des Tabakskollegiums gegenüber dem König

Offenbar aufgrund der fortdauernden Erniedrigungen bekam er Magengeschwüre, die er durch weiteren Alkoholkonsum zu betäuben suchte. Eine zweite Flucht führte ihn ins katholische Breslau, wo ihm das Amt eines Hauslehrers beim Grafen Schaffgotsch angeboten wurde – unter der Bedingung, dass er zum Katholizismus übertreten würde. Gundling lehnte ab und kehrte auf Druck des Soldatenkönigs nach Preußen zurück. Am 3. Januar 1720 heiratete er Anne de Larray, die Tochter eines aristokratischen Hugenotten, der über Holland nach Berlin geflüchtet war. Die Hofgesellschaft, die Gundlings Eheschließung wohl zu Recht als Versuch deutete, den Zwängen seiner Existenz als gelehrter Narr des Königs zu entkommen – oder dieser Daseinsform wenigstens eine zweite, normal-bürgerliche zur Seite zu stellen –, unternahm alles Erdenkliche, um das Vorhaben zu verhindern. Über Braut und Bräutigam wurden satirische Zeichnungen und Schriften in Umlauf gebracht, und vor der Hochzeitsnacht sollte Gundling ein starkes Abführmittel ins Essen gemischt werden. Gundling entging diesem und anderen, für den Hochzeitstag geplanten Anschlägen, indem er sich krankmeldete und die Trauung insgeheim und vorzeitig vollziehen ließ.
Um in der Person von Gundling den ganzen Gelehrtenstand und seine Institutionen verächtlich zu machen, übertrug ihm der König mehrere hohe Hof- und Staatsämter, ernannte ihn zum Präsidenten der Königlich Preußischen Societät der Wissenschaften und erhob ihn am 25. September 1724 in den Freiherrenstand. Obwohl diese Ehrungen durchaus nicht ernst gemeint waren und Gundling auch weiterhin den derben Scherzen bei Hof ausgesetzt war, verschafften ihm seine Titel und Ämter beträchtliche Einnahmen. Er besaß Kutschen und Pferde, verfügte über Dienstboten und konnte das Leben eines großen Herren führen. In der Öffentlichkeit benutzte er ganz selbstverständlich seine fragwürdig erlangten Titel, und es gibt Belege für eine Reihe von Verwaltungsvorgängen, die mit seinen Ämtern verbunden waren und in denen er erfolgreich tätig wurde. So wurde unter seiner Präsidentschaft das Collegium medico-chirurgicum gegründet. Darüber hinaus schrieb und veröffentlichte er historisch-biografische Texte und fundierte Landesbeschreibungen von Brandenburg und Pommern. Diese schwer verständliche Doppelexistenz Gundlings als gelehrter Herr und willensschwacher Hanswurst gab immer wieder Anlass zu Deutungsversuchen mit sehr unterschiedlichen Ergebnissen.

Gundlings Karte des Kurfürstentums Brandenburg (1724)

Zwischen 1713 und 1715 unternahm er Reisen durch die Mark Brandenburg, um Informationen für seinen Brandenburgischen Atlas und seine Land-Charte des Churfürstenthums Brandenburg zu sammeln, welche 1724 bei Georg Paul Busch in Berlin erschien. Nach dem Tod seines Bruders Nikolaus Hieronymus übernahm er das Sorgerecht für dessen Kinder, darunter auch für Johann Andreas von Gundling, der später in diplomatische Auseinandersetzungen zwischen Preußen und Stollberg verwickelt war.
Gundling starb 1731 in Potsdam an den Folgen seiner Magengeschwüre. Auf Veranlassung des Königs wurde er nach einer unwürdigen, im Urteil mancher Zeitgenossen sogar pietätlosen Zeremonie beerdigt. Schon seit Jahren hatte er die Nächte in seinem Zimmer neben einem zum Sarg umgestalteten Weinfass verbringen müssen. In diesem Behälter wurde nun sein Leichnam, grotesk kostümiert, zunächst öffentlich ausgestellt. Der Schriftsteller David Faßmann, sein größter Feind und Neider bei Hofe, hielt die Leichenpredigt – die zuständigen evangelischen Geistlichen hatten sich dem Spektakel verweigert. Acht Schneider trugen dann das Fass bis zur Stadtgrenze (nach anderen Quellen wurde das Fass von Schweinen gezogen), von dort ging es im Viehwagen nach Bornstedt bei Potsdam. In einer Gruft der dortigen Dorfkirche wurde Gundling beigesetzt. Später versuchte Friedrich Wilhelm I., durch offizielle Darstellungen des Vorgangs den Verdacht auszuräumen, er habe Grundsätze der Religion missachtet. Die widersetzlichen Geistlichen wurden streng verhört, jedoch letztlich nicht bestraft.
Die Jacob-von-Gundling-Straße in Potsdam ist nach ihm benannt.

## Rezeption

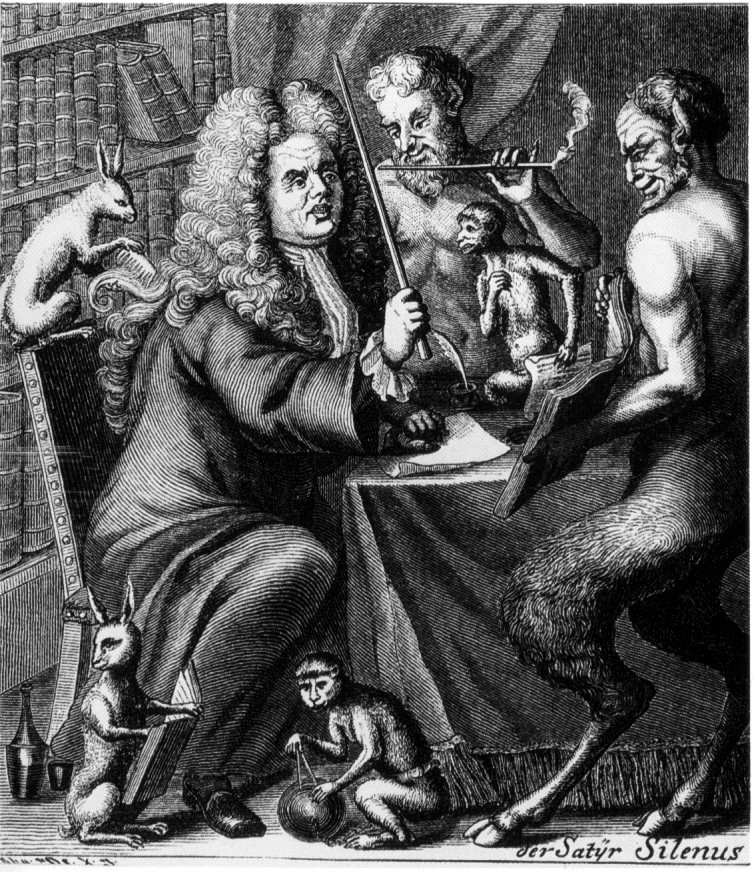
Satirische Darstellung Gundlings

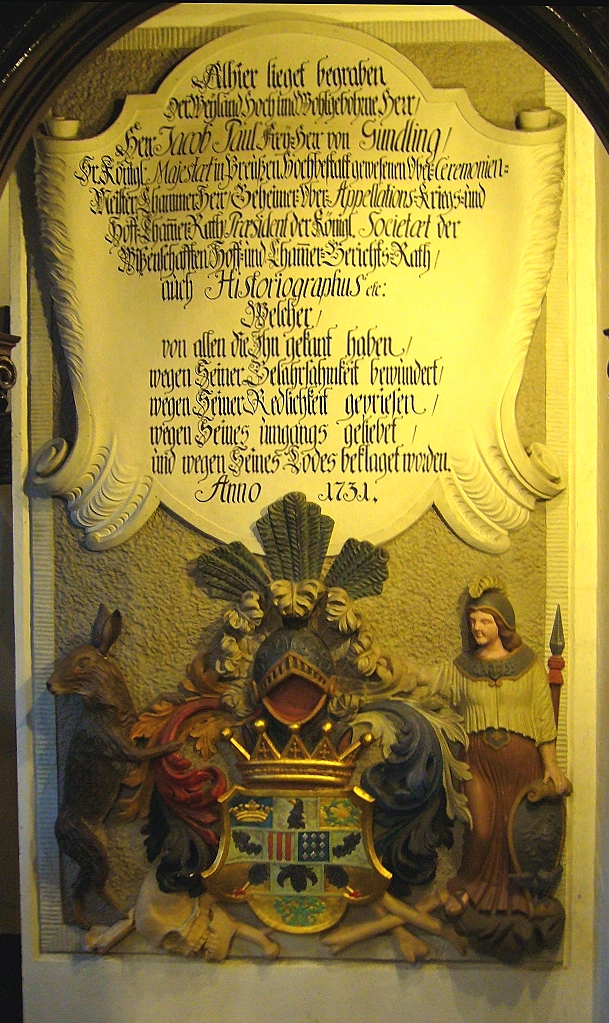
Grabplatte Gundlings in Bornstedt mit dem Hasen als Symbol für Ängstlichkeit

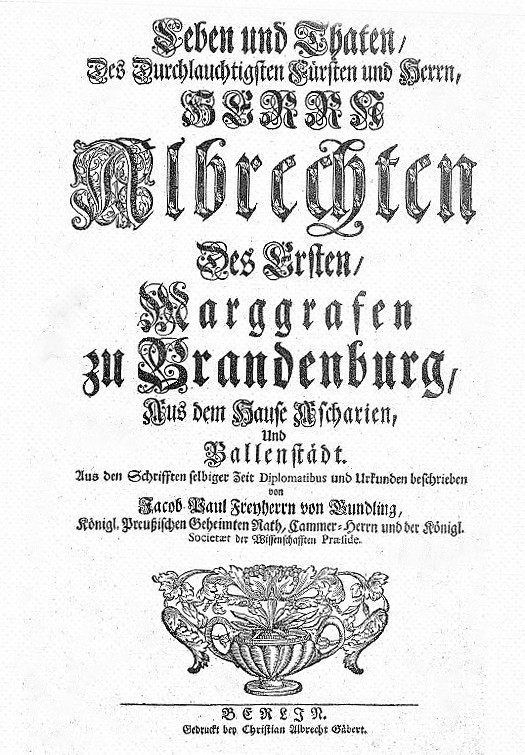
Titelblatt von Gundlings Werk über Albrecht den Bären (1730)

Leben und Werk Gundlings sind seither sehr unterschiedlich beurteilt worden. In den meisten Fällen wurde nicht von seinen unbestreitbaren wissenschaftlichen Leistungen gesprochen, sondern von seinen Charakterschwächen und den Demütigungen, die ihm diese – und die Willkür seines Königs – am preußischen Hofe eintrugen. Hauptquelle dieser einseitigen Darstellungen war für lange Zeit eine Schmähschrift, die David Faßmann vier Jahre nach Gundlings Tod herausgegeben hatte. Faßmann, ein seinerzeit viel gelesener Schriftsteller, war im Tabakskollegium sechs Jahre lang Gundlings erbitterter Konkurrent gewesen und erhielt nach dessen Tod alle Titel und Rechte des Verstorbenen. Nun war er bemüht, seinen Vorgänger als einen haltlosen und närrischen Menschen zu schildern, der alle groben Scherze, die er erdulden musste, sehr wohl verdient habe.
Bis etwa zur Mitte des 18. Jahrhunderts gab es jedoch auch ausgewogenere Urteile. Goethes Großonkel etwa äußerte sich über Gundling: „Seine Bücher, die er heraus gegeben, sind alle gründlich geschrieben, doch ohne vielen Geist. Es scheinet demnach, als wollte der König hier einen Gelehrten den Soldaten zum Schauspiel machen“. Im Nürnbergischen Gelehrten-Lexicon von 1755 heißt es: „… so wurde er doch dem ganzen Hofe zum Gespötte. … Seine Verdienste bleiben inzwischen (= trotzdem) um die Gelehrsamkeit sehr groß und seine Schrifften … werden ohne Ausnahme für gründlich gehalten“.
Je weiter das Zeitalter der Aufklärung vorangeschritten war, desto weniger differenziert wurde Gundling beurteilt. Schon um 1750 war die Akademie der Wissenschaften darauf bedacht, sich von ihrer eigenen, wenig rühmlichen Geschichte unter dem Soldatenkönig zu distanzieren; die Person ihres willkürlich und boshaft ernannten Präsidenten galt nun nur noch als unwürdiges Beispiel aus dunkler, geistfeindlicher Zeit. Eine 1795 erschienene Biografie begnügte sich mit der ausführlichen Schilderung der närrischen, tragikomischen Erlebnisse Gundlings; seine Verdienste als Gelehrter fanden kaum noch Erwähnung. Nach Ansicht des Autors habe Friedrich Wilhelm I. geglaubt, „dass die Wissenschaften seine Unterthanen […] zu sehr verfeinerten und weichlich machten“, und deshalb beschlossen, „sie nicht allein in ihrer Ausbreitung zu hindern, sondern auch lächerlich zu machen“. Der eitle und willensschwache Gundling habe sich als Werkzeug dafür hergegeben.
Dies blieb die übliche Betrachtungsweise bis zur Mitte des 19. Jahrhunderts. Danach veränderte sich die Sicht auf Gundling abermals, und zwar in doppeltem Sinn. Einerseits kehrten liberale Historiker zurück zur Bewertung aus der Zeit der Voraufklärung: die fachliche Qualifikation Gundlings wurde hervorgehoben und man beklagte, dass im öden geistigen Klima zu Lebzeiten des Soldatenkönigs „ein Geist in böser Absicht, mit unwürdigen Mitteln zugrunde gerichtet wurde“. Andererseits bemühten sich preußische Historiker im letzten Drittel des 19. Jahrhunderts um Retuschen an einem Geschichtsbild, in dem ein Vorfahr der regierenden Hohenzollern verantwortlich war für die skandalöse Behandlung der Wissenschaft im Allgemeinen und Gundlings im Besonderen. Man befand schließlich, dass der Sachverhalt „bei gründlicherer Forschung ein etwas harmloses Gesicht“ erhalte und der charakterschwache Hofgelehrte sein Schicksal im Grunde selbst verschuldet habe.
Bis in die Gegenwart finden sich bei Versuchen, dem historischen Phänomen Gundling gerecht zu werden, weit auseinander liegende Varianten: von der fast ausschließlichen Schilderung seiner Eitelkeit, seiner Trunksucht und der daraus resultierenden „lustigen“ Abenteuer bis zur quellenkritischen, stärker differenzierenden Sichtweise, die auch seine erheblichen wissenschaftlichen Leistungen berücksichtigt und die Rolle des Königs und seiner willigen höfischen Helfer beleuchtet.

## Schriften (Auswahl)
Gundling führte eine systematische Quellenauswertung in die Geisteswissenschaften Preußens ein. Das Preußische Schulsystem und die Kartographierung von Preußen wurden durch ihn vorangetrieben. Er beeinflusste zudem die Innen- und Außenpolitik Friedrich Wilhelms I. Sein Werk über Albrecht den Bären, den Gründer der Mark Brandenburg, enthält die erste bekannte Erwähnung der Schildhornsage.
- Das Alterthum der Stadt Halle. s. n., Halle 1715, (Digitalisat).
- Geschichte und Thaten Käyser Conrads des Vierdten, aus dem Geschlecht der Hertzoge von Schwaben, Wie auch Käyser Wilhelms, aus dem Geschlecht der Grafen von Holland. Nicolai, Berlin 1719, (Digitalisat).
- Geschichten u. Thaten Käyser Heinrichs Des Siebenden Aus dem Hause der Hertzogen von Limburg und Graffen zu Luxenburg. Neue Buchhandlung Halle 1719, (Digitalisat).
- Geschichten und Thaten Kaiser Richards aus dem Geschlecht der Könige in Engelland. Gedicke, Berlin 1719, (Digitalisat).
- Auszug Chur-Brandenburgischer Geschichten, Churfürst Joachim des I., Churfürst Joachim des II. und Churfürst Johan[n] Georgen zu Brandenburg. s. n., s. l. 1722, (Digitalisat).
- Brandenburgischer Atlas Oder Geographische Beschreibung Der Chur-Marck Brandenburg, Und des dasigen Adels Aus Den Landes Urkunden Verfertiget. Neumann, Potsdam 1724, (Digitalisat).
- Pommerischer Atlas Oder Geographische Beschreibung, Des Hertzogthums Pommern, Und des dasigen Adels Aus Den Landes Urkunden Verfertiget. Neumann, Potsdam 1724, (Digitalisat).
- Leben und Thaten Friderichs Des Anderen Chur-Fürstens zu Brandenburg. Neumann, Potsdam 1725, (Digitalisat).
- Leben und Thaten, Des Durchlauchtigsten Fürsten und Herrn, Herrn Albrechten Des Ersten, Marggrafen zu Brandenburg, Aus dem Hause Ascharien, Und Ballenstädt. Gäbert, Berlin 1730 (Digitalisat).

## Gundling in der Kunst
Verfilmung
- Der König und sein Narr (Fernsehfilm); Regie: Frank Beyer; Drehbuch: Ulrich Plenzdorf; Hauptdarsteller (u. a.): Wolfgang Kieling (Jacob Paul von Gundling), Götz George (Friedrich Wilhelm I.); Deutschland 1980/1981.

Drama
- Heiner Müller: Leben Gundlings Friedrich von Preußen Lessings Schlaf Traum Schrei. Ein Greuelmärchen. 1976. EV Berlin 1977; UA Frankfurt 1979.[8]

Kunst
- Jonathan Meese: Gundling Meese Erzstaat, 2007, Schloss Neuhardenberg
- seit 2019 Skulptur von Roland Karl im Tiergarten Königs Wusterhausen[9]